# Pothyne paraterialba
Pothyne paraterialba là một loài bọ cánh cứng trong họ Cerambycidae.